# Alfred Becherer
Alfred Becherer (* 20. August 1897 in Basel; † 30. März 1977 in Lugano) war ein Schweizer Botaniker. Sein offizielles botanisches Autorenkürzel lautet „Bech.“.

## Leben
Becherer, dessen Vorfahren aus Steinach in der Ortenau (damals Grossherzogtum Baden) nach Basel eingewandert waren, wo er im Jahr 1900 das Bürgerrecht erhielt, studierte nach Absolvieren des Humanistischen Gymnasiums an der Universität Basel Naturwissenschaften und Geographie mit Promotion im Jahr 1924. Seine im Jahr 1925 vorgelegte Dissertationsschrift befasst sich grundlegend mit der Pflanzengeographie der Nordschweiz mit besonderer Berücksichtigung der oberrheinischen Floreneinstrahlungen. Nach mehrjähriger Tätigkeit als Assistent am Botanischen Garten Basel, Privatassistent von Gustav Senn (1875–1945), nach Erlangen des Lehramtsdiplom auch als Aushilfslehrer sowie nach einigen Monaten Studienaufenthalt in England an den Botanischen Gärten von Kew wurde er 1929 am Conservatoire botanique der Stadt Genf angestellt als Assistent von John Briquet, ab 1943 war er dort Konservator des Herbariums. Ab 1934 lehrte er als Privatdozent an der Universität Genf. 1957 ging er vorzeitig in Pension und verlegte seinen Wohnsitz ins Tessin nach Lugano. Am dortigen Kantonalen Museum für Naturgeschichte baute er als Konservator des Herbars die botanische Abteilung auf.

## Mitgliedschaften
- Seit 1916 Ordentliches Mitglied der Schweizerischen Botanischen Gesellschaft
- Seit 1920 Ordentliches Mitglied der Schweizerischen Naturforschenden Gesellschaft
- Seit 1932 Ordentliches Mitglied der Walliser Gesellschaft für Naturwissenschaften La Murithienne

## Veröffentlichungen
Becherer war von 1962 bis 1973 Redaktor der Bauhinia. Er verfasste über 250 wissenschaftliche Aufsätze, darunter bis 1976 regelmässig Berichte über die Fortschritte in der Systematik und Floristik der Schweizerflora (Gefässpflanzen). Unter den Buchveröffentlichungen ist als sein Hauptwerk die als Fortsetzung der Walliser Flora von Henri Jaccard gedachte Florae Vallesiacae Supplementum (1956) zu nennen und ein Führer durch die Flora der Schweiz (1972) als Ersatz für Hermann Christs Ende des 19. Jahrhunderts erschienenes Werk Das Pflanzenleben der Schweiz. Ausserdem fungierte Becherer von der 8. bis 16. Auflage als Herausgeber und Bearbeiter der ursprünglich von August Binz verfassten Schul- und Exkursionsflora der Schweiz (Standardwerk im Botanikunterricht an Schweizer Gymnasien) sowie mehrerer Auflagen des Taschenatlas der Schweizer Flora von Edouard Thommen.

## Ehrungen
1967 ernannte ihn die Schweizerische Botanische Gesellschaft zu ihrem ersten Ehrenmitglied. Zudem wurde er von der Societé botanique de Genève, der Naturforschenden Gesellschaft und der Basler Botanischen Gesellschaft zum Ehrenmitglied ernannt, die Bayerische Botanische Gesellschaft ernannte ihn 1951 zum Korrespondierenden Mitglied. Das Artepitheton von Centaurea poculatoris ehrt Becherer mit dessen latinisiertem Familiennamen.